# メクロン級スループ
メクロン級スループ（ HTMS Maeklong Class Sloop) は、タイ王国海軍のスループの艦級である。

## 概要
本級は、タイ王国が自国の沿岸警備のために日本の浦賀造船所に発注した軍艦で、日本海軍の書類上表記や、呼称は練習艦。新聞報道でも「練習艦」と表記された。

## 艦形・武装

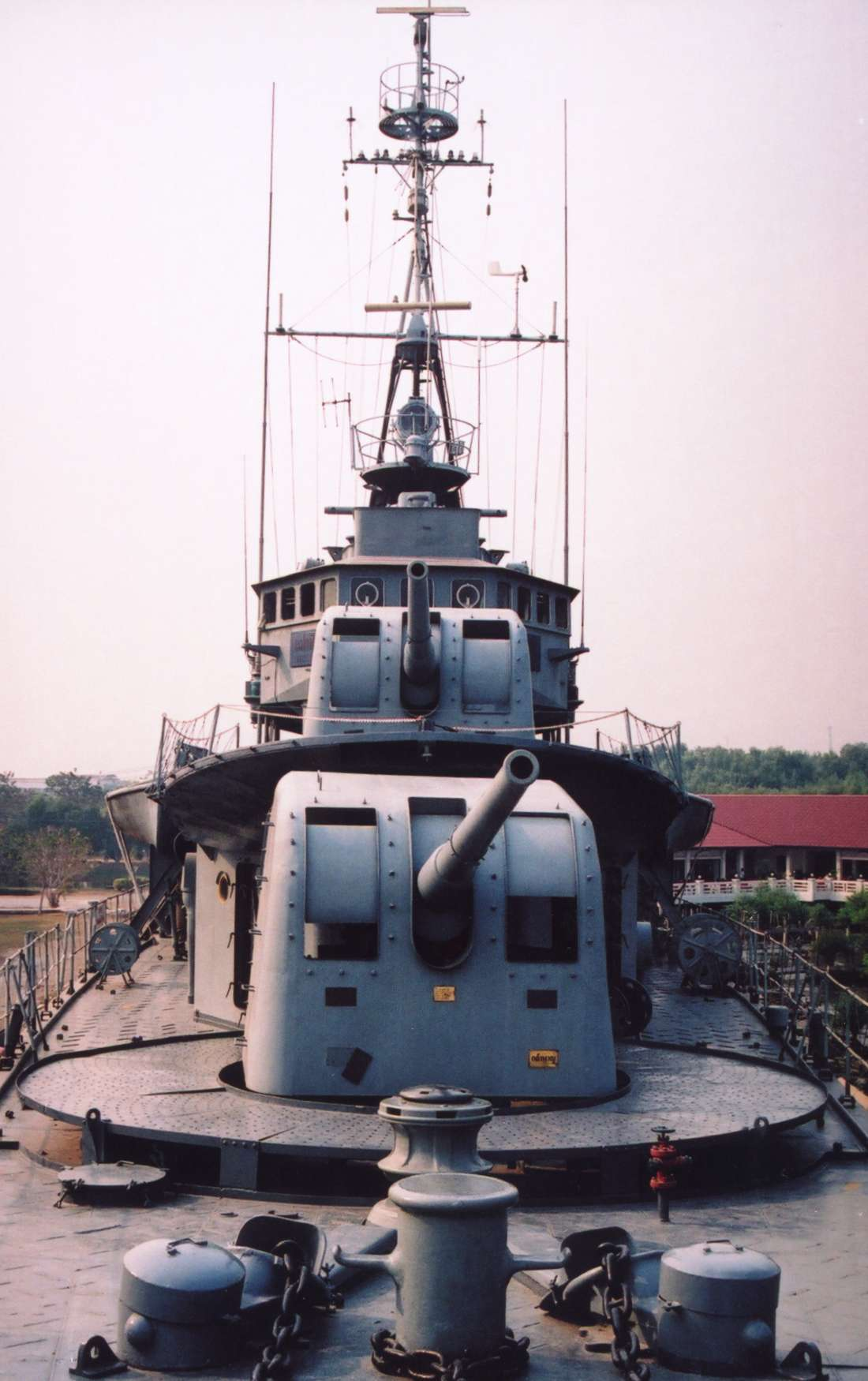
艦首から撮られた「メクロン」

船体形状は、艦首乾舷を高めた船首楼型とした。前甲板に主砲として日本製の防盾付き12cm（45口径）単装砲を背負い式に2基配置。2番主砲の基部から甲板一段分上がって、日本海軍の睦月型駆逐艦に似た形状の頂上部に測距儀を載せた塔型艦橋が立ち、その背後には簡素な三脚式の前檣が1基立つ。船体中央部に細身の1本煙突が立ち、煙突の側面部は艦載艇搭載スペースとし、煙突後方両舷には旋回式連装水上魚雷発射管を各1基配置していた。後甲板上には簡素な三脚式の後檣が立ち、後部12cm主砲が後向きに背負い式で2基配置された。他に日本製のシャム国海軍水上偵察機1機の搭載が可能であった。
1番艦メクロンは、第二次世界大戦後、魚雷発射管を撤去して対空火器を増強した。

## 同型艦
- メクロン（Maeklong）（英語版）

日本の浦賀造船所で「メクロン（Maeklong）」として1935年（昭和10年）8月13日、契約締結。1936年（昭和11年）7月24日、姉妹艦進水直後に、同船渠で起工。同年11月27日、進水。1937年（昭和12年）6月19日、引渡し。石川島造船所で建造したタイ海軍の警備艇3隻と共に離日したが、カンタン級警備艇「タクバイ」と衝突事故を起こしている。アナンタマヒドン王やプーミポン王の御召艦として数回利用されたこともある。戦後の昭和40年には日本に来港した。1996年7月25日に除籍、タイ海軍の軍艦として最年長になる59年の現役を果たした。プーミポーン国王の希望もあって除籍後、バンコク郊外のサムットプーラカーン県のポーム・プラチュンラチョームクラオ砲台の海岸で記念艦として展示保存されており無料で見学できる。
- ターチン（Tachin）（英語版）

日本の浦賀造船所で「ターチン（Tachin）」として1936年（昭和11年）3月17日に起工し、日本海軍の将星出席のもと7月24日に進水した。1937年竣工。6月19日、引渡し。姉妹艦や警備艇3隻と共に離日、ただしこちらも警備艇「タクバイ」と衝突している。日本列島各地や台湾を経由してタイに向かった。1945年6月1日にサタヒップにて連合軍の航空攻撃により大破、1945年10月24日に解体処分。